# BAE Systems Platforms & Services
BAE Systems Platforms & Services є дочірньою компанією BAE Systems Inc. і є великим постачальником гусеничних і колісних броньованих бойових машин, військово-морських гармат, ремонту і модернізації військово-морських кораблів, артилерійських і ракетних пускових систем, сучасних високоточних ударних боєприпасів і снарядів, а також інших технологій для замовників у США та міжнародних клієнтів. 
Компанія була створена 24 червня 2005 року, після завершення придбання компанією BAE Systems компанії United Defense у 2004 році та її злиття з компанією BAE Systems Land Systems. У 2007 році BAE Systems придбала компанію Armor Holdings, значно збільшивши розмір Land & Armaments.
До квітня 2003 року BAE Systems була відносно невеликим гравцем у галузі наземних військових машин. В результаті придбання у 2004 році компанії Alvis Vickers, вищезгаданого придбання у 2004 році компанії United Defense та придбання компанії Armor Holdings у 2007 році, компанія стала одним з найбільших оборонних підрядників наземних військових машин у світі.

## Історія
BAE Systems була утворена в 1999 році в результаті злиття компаній British Aerospace (BAe) і Marconi Electronic Systems (MES). Бізнес BAe у сфері  систем належав RO Defence, великому виробнику вибухових речовин, боєприпасів та стрілецької зброї. MES володіла компанією Vickers Shipbuilding and Engineering, яка розробила гаубиці M777.
У червні 2003 року BAE Systems перебила пропозицію General Dynamics щодо придбання Alvis plc, головного британського виробника наземних систем. Те, що здавалося певною перемогою для американської компанії, було зупинено несподіваним кроком BAE Systems. Цій крок був розцінений як спробу утримати на відстані такого сильного конкурента на «задньому дворі» BAE Systems. Alvis і RO Defence були об'єднані в BAE Systems Land Systems. Коли Дік Олвер (Dick Olver) був призначений головою BAE Systems в липні 2003 року, він наказав провести огляд бізнесу компанії, який підтвердив привабливість сектору наземних військових машин. Цей зсув у стратегії був описаний «Financial Times» як «чудовий».
У березні 2005 року компанія BAE Systems оголосила про придбання компанії United Defense Industries (UDI) за $3,174 млрд. UDI, головний конкурент General Dynamics, була переважно виробником наземних систем, що сприяло збільшенню участі BAE Systems у цьому секторі та її продажів на важливому північноамериканському ринку. UDI виробляла бойові машини, артилерійські системи, морські гармати, пускові установки для ракет і високоточні керовані боєприпаси.
BAE Systems Land and Armaments була утворена в червні 2004 року в результаті реорганізації бізнесу BAE. Land and Armaments, зі штаб-квартирою в США як частина BAE Systems Inc., взяла під свій контроль існуючі підприємства BAE з виробництва наземних систем.
Land and Armaments отримала регулярні контракти на «перезавантаження» бойових машин Бредлі. До серпня 2006 фінансового року BAE отримала контракти на загальну суму $477,9 млн.
У 2009 році BAE не змогла виграти контракт вартістю 1,06 мільярда доларів на MRAP, за яким для морської піхоти США мало бути вироблено 7 244 машини. У вересні 2009 року BAE втратила більший контракт, перший етап багатомільярдного наступного замовлення на 23 542 вантажівки в рамках програми FMTV. Незважаючи на успішну апеляцію, яка змусила армію США переглянути тендерні пропозиції, Oshkosh Corporation була затверджена переможцем контракту вартістю 2,3 мільярда фунтів стерлінгів (3,7 мільярда доларів) у лютому 2010 року.. В результаті BAE оголосила про списання на суму 592 мільйони фунтів стерлінгів, що були часткою ціни придбаної компанії Armor Holdings .

## Організація підрозділів

### Global Tactical Systems
Компанія Global Tactical Systems (GTS) була утворена в результаті злиття бізнесу середніх/важких транспортних засобів компанії Mobility & Protection Systems (колишня назва Armor Holdings) та бізнесу BAE Systems Land Systems South Africa. 28 квітня 2015 р BAE Systems оголосили про продаж BAE Systems Land Systems South Africa південно-африканській компанії Denel. BAE Systems Land Systems South Africa пізніше змінмла назву на Denel Vehicle Systems.

### US Combat Systems
Колишній підрозділ United Defense, US Combat Systems компанії BAE виробляє платформи бойових машин та озброєння.

### Global Combat Systems
.

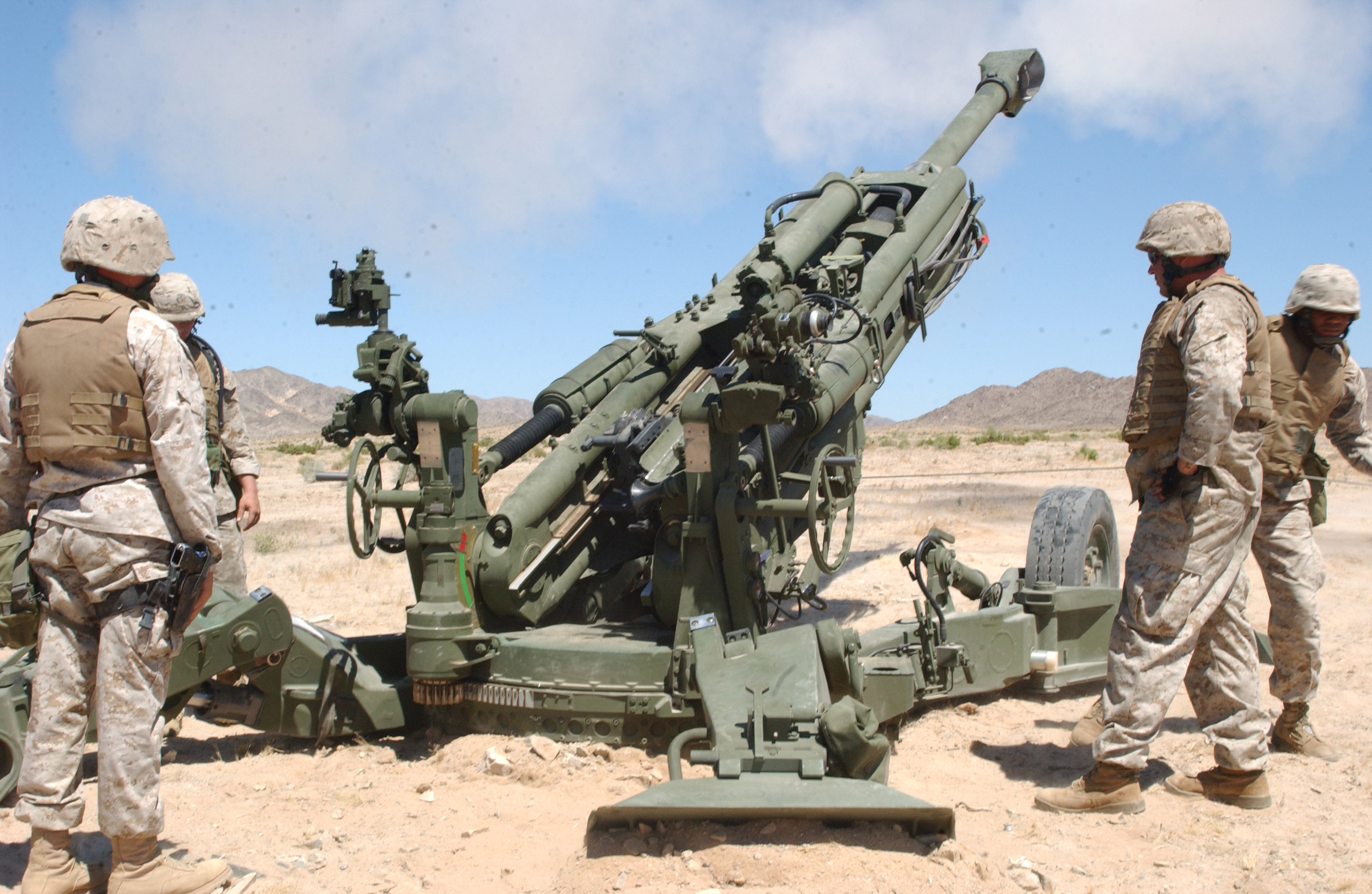
Артилеристи морської піхоти США проводять випробування гаубиці M777 виробництва GCS Weapons

Компанія Global Combat Systems (GCS) була утворена 1 лютого 2009 року в результаті злиття компаній BAE Systems Land Systems Weapons & Vehicles, Land Systems (Munitions & Ordnance) та BAE Systems AB у Швеції. Вона також має спільне підприємство 50/50 з KNDS France (колишня Nexter, GIAT) - CTA International, яке розташоване в Бурж, Франція.

#### GCS Munitions

##### Історія галузі
Після свого створення 2 січня 1985 року Royal Ordnance plc володіла дванадцятьма Королівськими заводами озброєнь (ROF), які залишалися відкритими, а також заводом Waltham Abbey South, Королівським заводом стрілецької зброї Enfield і трьома заводами державного Агентства. Кілька факторів затримали заплановану приватизацію до 22 квітня 1987 року, коли British Aerospace придбала компанію.
У 1999 році British Aerospace об'єдналася з Marconi Electronic Systems, оборонним відділенням компанії  GEC, щоб сформувати BAE Systems. У 2002 році компанія Heckler & Koch була продана компанії Heckler and Koch Beteiligungs GmbH. У 2004 році BAE Systems придбала Alvis plc, яка була об'єднана з бізнесом RO Defence та колишніми заводами GEC в Барроу-ін-Фернессі і Лестері, щоб утворити BAE Systems Land Systems.
У 2005 році BAE Systems придбала американську компанію United Defense і об'єднала її з Land Systems, створивши BAE Systems Land and Armaments. Колишній бізнес RO Defence був перейменований на BAE Systems Land Systems Munitions. У лютому 2009 року він був приєднаний до GCS як Global Combat Systems Munitions.

##### Продукція
GCS Munitions виробляє боєприпаси для стрілецької зброї калібру 4,6×30 мм, 5,56×45 мм НАТО та 7,62×51 мм НАТО, для мінометів, а також боєприпаси для наземної та морської артилерії. Він також виробляє вибухові речовини, комплекти наведення, пальне, підривні заряди, ініціатори, піротехніку та боєголовки для ракет, торпед і глибинних бомб. До них належить багатоступенева боєголовка BROACH, вироблена у партнерстві з Thales Missile Electronics та QinetiQ.

#### GCS Weapons
Виробляє «інтелектуальні боєприпаси, артилерійські системи, башти бойових машин, морські гармати та системи ППО». Приклади включають гаубицю M777.

#### GCS  Vehicles

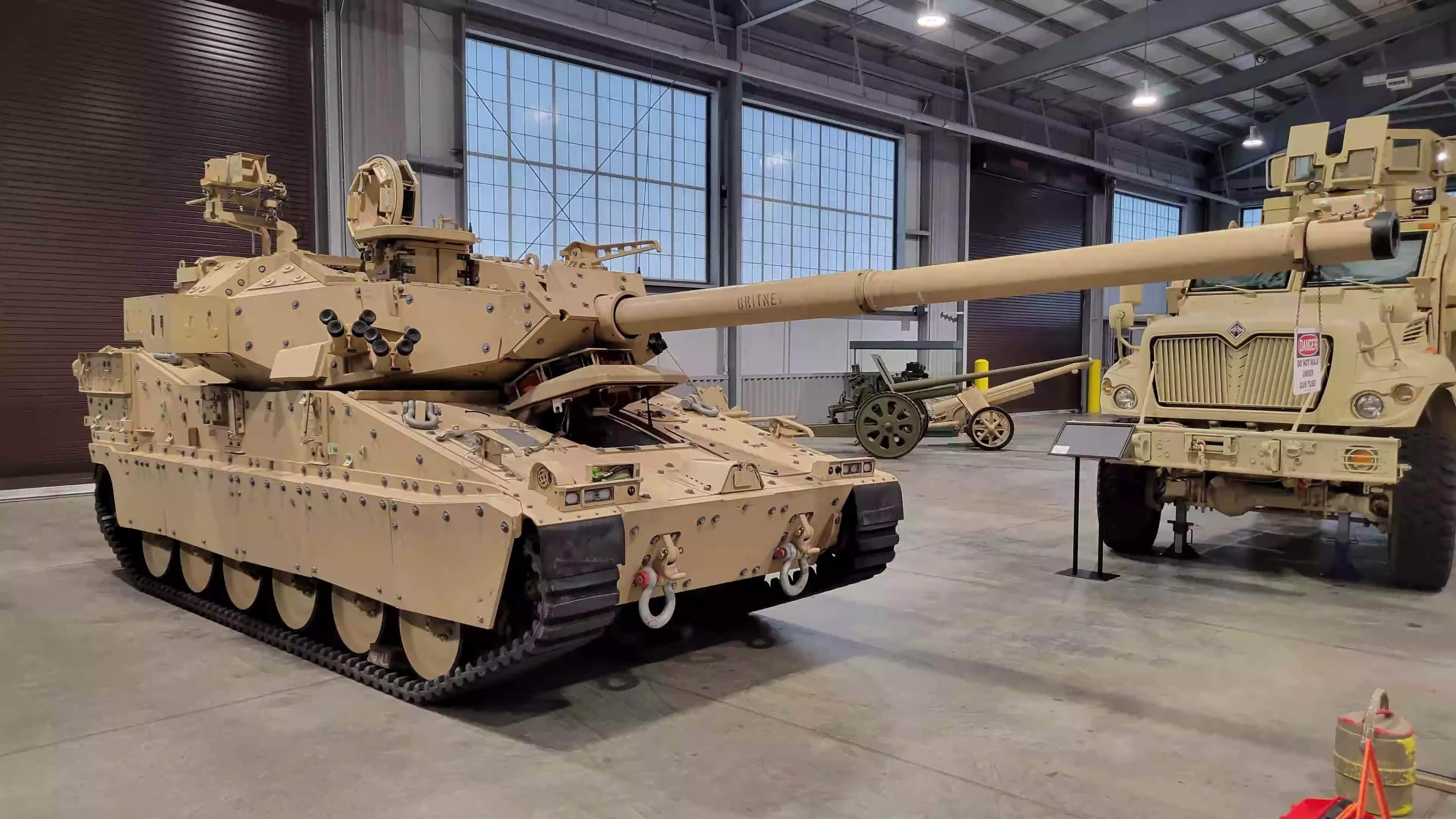
Випробувальний стенд BAE Systems Mobile Protected Firepower на базі M8 AGS

Global Combat Systems Vehicles виробляє та підтримує основні бойові танки, бойові машини піхоти, броньовані інженерні машини, броньовані всюдиходи та військові мостові машини. Приклади включають основний бойовий танк Challenger 2 та сімейство бойових машин піхоти CV90.

### Security & Survivability
Security & Survivability (S&S) (Безпека та живучість) складається з 3 функціональних областей: Platform Survivability (PS) (Живучість платформи), Individual Protection Systems (IPS) (Системи індивідуального захисту) та Advanced Materials (Передові матеріали). Лінійка продуктів живучості платформи включає броньовані, стійкі до аварій та броньовано-стійкі сидіння для аерокосмічної продукції, а також сидіння для транспортних засобів, що послаблюють мінно-вибухову дію. IPS виробляє індивідуальну стрілецьку зброю. У липні 2010 року було оголошено, що підрозділ Security & Survivability припиняє своє існування 1 січня 2011 року. Функціональні області S&S мали бути передані Global Tactical Systems (GTS) або BAE Systems Products Group.

### Support Solutions
.

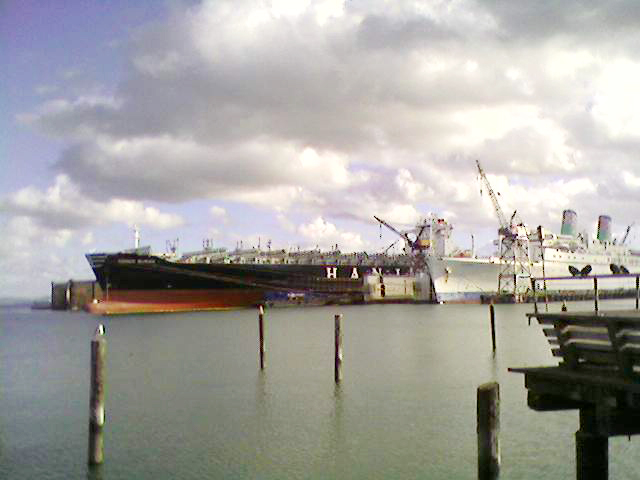
Корабель Hanjin Cosco Busan під час ремонту в BAE Systems на пірсі 70 в Сан-Франциско. Корабель ударився об міст між Сан-Франциско і Оклендом 7 листопада 2007 року і з тих пір покинув цю місцевість

BAE Support Solutions забезпечує підтримку бойової системи ВМС США Aegis та «першочергову системну інтеграцію» для систем балістичних ракет ВМС США та Королівського підводного флоту.
BAE Systems Ship Repair у Норфолку - великий неатомний судноремонтний бізнес у США, раніше відомий як United States Marine Repair (USMR). Основним замовником компанії є ВМС США, інші замовники включають інші підрозділи американського військового флоту та комерційні круїзні лінії, такі як Royal Caribbean. У 1998 році USMR придбала Norfolk Shipbuilding and Dry Dock Company (NORSHIPCO). 
У 2004 році USMR придбала Honolulu Shipyard Inc. (HSI) за 16 мільйонів доларів. HSI була ще одним судноремонтним підприємством ВМС США. USMR належала Carlyle Group, яка планувала вивести компанію на біржу, але замість цього вирішила продати її компанії United Defense (якою вона частково володіла) у травні 2002 року. BAE придбала останню у 2005 році. Сім верфей компанії розташовані в Норфолку, Сан-Франциско, Перл-Харборі, Сан-Дієго, Мобілі, Мейпорті і Джексонвіллі.

## Керівництво
Боб Мерфі (Bob Murphy) був призначений президентом BAE Systems Land & Armaments Operating Group в листопаді 2009 року після того, як Лінда Хадсон (Linda Hudson) була підвищена до посади президента та головного виконавчого директора BAE Systems Inc.
Президентом новоствореного підрозділу BAE Systems Land and Armaments став Том Рабо (Tom Rabaut), який до цього був головним виконавчим директором (CEO) і президентом United Defense з січня 1994 року. Рабо пішов у відставку в січні 2007 року і був замінений Ліндою Хадсон. Хадсон очолювала General Dynamics Armament and Technical Products і обіймала керівні посади в Lockheed Martin, Martin Marietta, Ford Aerospace і Harris Corp.